# Cadel Evans Great Ocean Road Race 2024 (vrouwen)
De Deakin University Elite Women's Road Race bij de vrouwen vond de achtste editie van deze wedstrijd plaats op 27 januari. Net als bij de mannen waren de start en finish in Geelong. Titelverdedigster was de Nederlandse Loes Adegeest, in 2024 werd zij opgevolgd door landgenote Rosita Reijnhout. De wedstrijd was 140 kilometer lang en de winnares Reijnhout finishte na bijna vier uur koers.

## Deelnemende ploegen
Vijftien ploegen gingen van start, waarvan negen uit de World Tour, vijf continentale ploegen en een landenploeg van Australië.

## Uitslag
| Plaats  | Naam                  | Ploeg                      | tijd     |
| ------- | --------------------- | -------------------------- | -------- |
| Winnaar | Rosita Reijnhout      | Team Visma-Lease a bike    | 3u53'31" |
| 2       | Dominika Włodarczyk   | UAE Team ADQ               | z.t.     |
| 3       | Cecilie Uttrup Ludwig | FDJ-SUEZ                   | z.t.     |
| 4       | Ruth Edwards          | Human Powered Health       | +5"      |
| 5       | Grace Brown           | FDJ-SUEZ                   | z.t.     |
| 6       | Francesca Barale      | Team DSM-Firmenich PostNL  | z.t.     |
| 7       | Victorie Guilman      | Saint Michel-Mavic-Auber93 | z.t.     |
| 8       | Sarah Roy             | Australië                  | z.t.     |
| 9       | Kimberley Le Court    | AG Insurance-Soudal        | z.t.     |
| 10      | Alice Towers          | Canyon//SRAM Racing        | z.t.     |

Mannen: 2015 · 2016 · 2017 · 2018 · 2019 · 2020 · 
2021-2022 · 2023 · 2024 · 2025
Vrouwen: 2015 · 2016 · 2017 · 2018 · 2019 · 2020 · 
2021-2022 · 2023 · 2024 · 2025
Tour Down Under ·
Cadel Evans Great Ocean Road Race ·
Ronde van de Verenigde Arabische Emiraten ·
Omloop Het Nieuwsblad ·
Strade Bianche ·
Ronde van Drenthe ·
Trofeo Alfredo Binda-Comune di Cittiglio ·
Brugge-De Panne ·
Gent-Wevelgem ·
Ronde van Vlaanderen ·
Parijs-Roubaix ·
Amstel Gold Race ·
Waalse Pijl ·
Luik-Bastenaken-Luik ·
Ronde van Spanje ·
Ronde van het Baskenland ·
Ronde van Burgos ·
RideLondon Classic ·
Ronde van Groot-Brittannië ·
Ronde van Zwitserland ·
Ronde van Italië ·
Ronde van Frankrijk ·
GP de Plouay-Bretagne ·
Ronde van Romandië ·
Simac Ladies Tour ·
Ronde van Chongming ·
Ronde van Guangxi
Afgelaste wedstrijden: Ronde van Scandinavië